# Droga wojewódzka 216
Die Droga wojewódzka 216 (DW 216) ist eine polnische Woiwodschaftsstraße, die in Süd-Nord- und weiter in West-Ost-Richtung innerhalb der Woiwodschaft Pommern verläuft. Beginnend in Reda (Rheda (Westpreußen)) führt sie entlang der Küste am Putziger Wiek (Zatoka Pucka) bis nach Władysławowo (Großendorf) und von dort auf die Halbinsel Hela (Mierzeja Helska) – auch Putziger Nehrung (Półwysep Helski) genannt – bis zur Stadt Hel (Hela).
Bei einer Gesamtlänge von 56 Kilometern durchfährt die DW 216 die Kreisgebiete Powiat Wejherowski und Powiat Pucki und verbindet die DK / S 6 (ehemalige deutsche Reichsstraße 2, heute auch Europastraße 28) Danzig – Stettin mit den Woiwodschaftsstraßen DW 213 (bei Celbowo (Celbau)) und DW 215 (bei Władysławowo (Großendorf)).

## Streckenverlauf
Woiwodschaft Pommern:

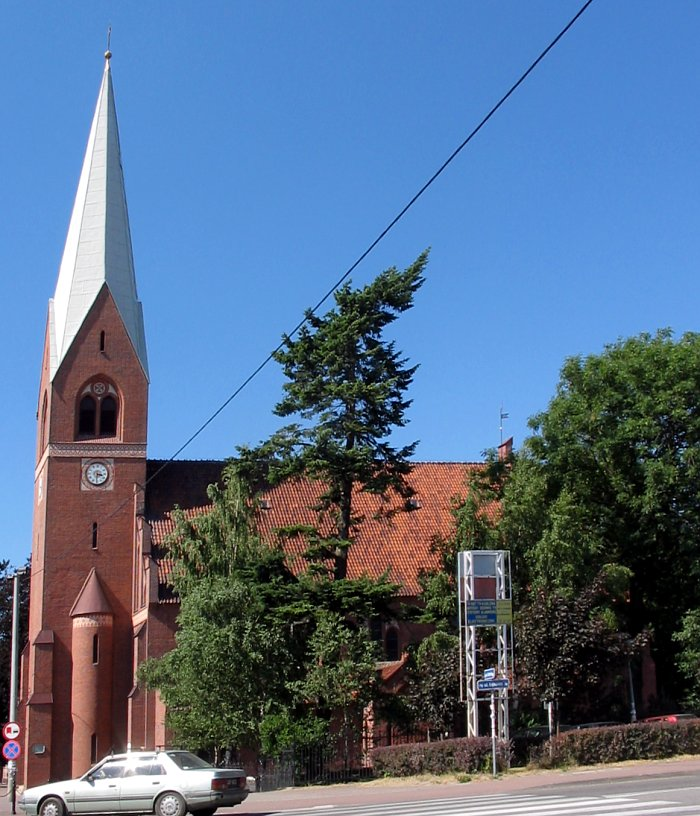
Die Kirche in Reda (Rheda)

Powiat Wejherowski (Kreis Neustadt (Westpreußen)):
- Reda (Rheda (Westpreußen)) (DK / S 6: Danzig – Słupsk (Stolp) – Koszalin (Köslin) – Stettin)

X PKP-Linie 213: Reda – Hel (Hela) X
Powiat Pucki (Kreis Putzig):
- Rekowo Górne (Rekau)
- Połchowo (Polchau)
- Sławutówko (Klein Schlatau)
- Celbowo (Celbau) (DW 213: → Krokowa (Krockow) – Wicko (Vietzig) – Słupsk (Stolp))

- Puck (Putzig)

X PKP-Linie 213 (wie oben) X
- Gniężdżewo (Gnesdau)
- Swarzewo (Schwarzau)

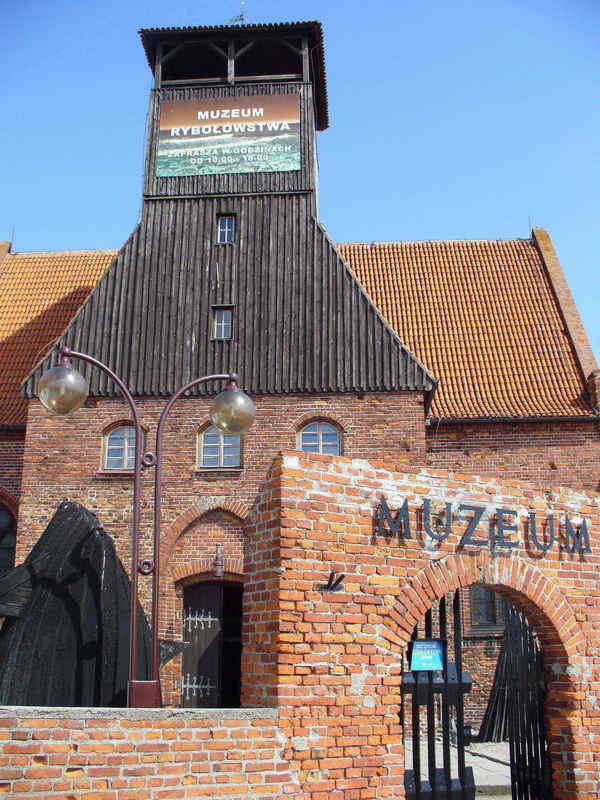
Das Fischfangmuseum (ehem. St.-Peter-und-Paul-Kirche) in Hel (Hela)

- Władysławowo (Großendorf) (DW 215: → Karwia (Karwen) – Sulicice (Sulitz))
- Władysławowo-Chałupy (Ceynowa, 1938–45: Ziegenhagen)
- Jastarnia-Kuźnica (Kußfeld)
- Jastarnia (Heisternest)
- Jastarnia-Jurata

X PKP-Linie 213 (wie oben) X
- Hel (Hela)